# Кафан
Кафан (араб. كَفَن‎), или кафян, — одежда (саван) для умерших, согласно исламу. В саван одевают всех усопших мусульман за исключением  мучеников (шахидов).

## Характеристика
Кафан предпочтительно изготавливать из материи белого цвета средней стоимости (относительно благосостояния покойного). Желательно, чтоб он был новым, что предпочтительно, но он может быть и постиранным.
Минимальным размером кафана является один кусок ткани, покрывающий все тело умершего.
Желательно, чтобы кафан для мужчины  состоял из трёх кусков ткани, тогда как для женщины их 5: изар (нижняя одежда), химар  (верхнее покрывало), рубашка и два куска ткани.
Мальчиков хоронят завернув в один кусок ткани, но можно и в 3, девочек же заворачивают в 3 — рубашку и два куска ткани. 
Саван желательно умащать благовониями.
Ребёнка, родившегося мёртвым, или плод, погибший в результате выкидыша, для похорон оборачивают только в один кусок ткани.